# Sint-Pancratiuskerk (Waasmont)

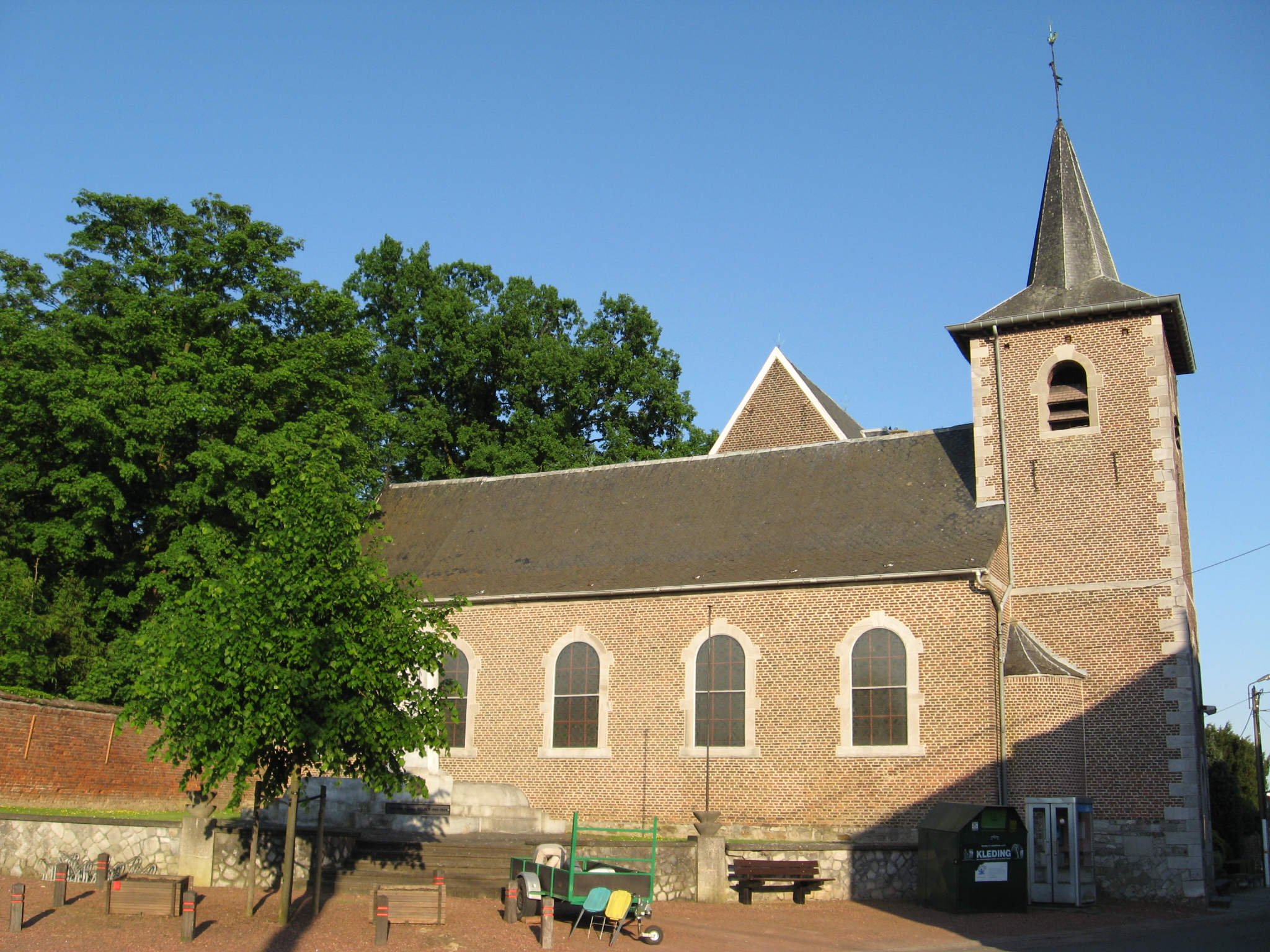
Sint-Pancratiuskerk

De Sint-Pancratiuskerk is de parochiekerk van de tot de Vlaams-Brabantse gemeente Landen behorende plaats Waasmont, gelegen aan de Hoevestraat 6.
Al in de 10e eeuw werd hier een bedehuis opgericht. De huidige eenbeukige kerk werd gebouwd in het laatste kwart van de 18e eeuw en is uitgevoerd in classicistische stijl met rondboogvensters. Het oudste nog bestaande deel is van 1758. Als materiaal werd baksteen gebruikt met sierelementen (vensteromlijstingen, hoekkettingen) in blauwe hardsteen. De kerk heeft een voorgebouwde toren. In 1903 werd loodrecht op de kerk een neogotisch gebouw opgericht.
In het interieur vindt men een doopvont van 1620 en een 18e-eeuwse communiebank en biechtstoel.